# Lucius Antonius Saturninus
Lucius Antonius Saturninus († 89) was een Romeins politicus aan het eind van de 1e eeuw n.Chr., die zich tevergeefs uitriep als keizer tegen Domitianus.
Saturninus werd door Vespasianus opgenomen in de senatorenstand. Hij was in het jaar 82 (?) consul suffectus en werd iets later stadhouder van de provincia Germania Superior.
Hij werd in januari 89 in Mogontiacum door zijn troepen, de Legio XIIII Gemina en Legio XXI Rapax, tot Imperator uitgeroepen. In de laat-antieke Epitome de Caesaribus wordt gesteld dat Domitianus hem had beledigd door hem als homoseksueel af te schilderen en dat Saturninus zich daarom tegen hem verzette. Maar de opstand werd al na 42 dagen door de troepen van de gouverneur van Germania Inferior, Aulus Bucius Lappius Maximus, neergeslagen, nog voordat Domitianus met versterkingen, met inbegrip van de pretoriaanse garde, naar het noorden had kunnen optrekken. Vermoedelijk had Saturninus, die zijn leven verloor, erop gehoopt dat de Germanen hem te hulp zouden schieten, maar deze konden de Rijn niet meer oversteken omdat die niet langer bevroren was. Maximus verbrandde Saturninus' brieven, om te voorkomen dat anderen zouden worden betrokken in de zaak. Domitianus liet de onderdrukking van de opstand door de executie van de meeste officieren volgen. Saturninus' hoofd werd in Rome op het Forum Romanum tentoongesteld.
De Domitianus loyaal gebleven militaire eenheden ontvingen de vleiende bijnaam pia fidelis. Ook besloot Domitianus dat twee legioenen niet langer in hetzelfde kamp mochten worden gehuisvest. Jan Kees Haalebos, de in 2001 overleden hoogleraar in de Provinciaal-Romeinse Archeologie aan de Katholieke Universiteit Nijmegen, ging ervan uit, dat ten gevolge van deze opstand het militaire kamp in "Nijmegen" werd uitgebreid en de houten gebouwen door stenen werden vervangen.